# تیووو آورا
تیووو آورا (انگلیسی: Teuvo Aura؛ ۲۸ دسامبر ۱۹۱۲ – ۱۱ ژانویهٔ ۱۹۹۹) یک سیاست‌مدار اهل فنلاند بود.